# Brittisk blues
Brittisk blues är en musikgenre som uppstod från amerikansk blues sent på 1950-talet och var som mest populär på 1960-talet. Då utvecklades en distinkt och inflytelserik stil som dominerades av elektrisk gitarr och gjorde artisterna inom genren till internationella stjärnor. Exempel på dessa artister är The Rolling Stones, The Animals, Eric Clapton, Fleetwood Mac och Led Zeppelin.

## Historia
De första blues-skivorna kom till Storbritannien under andra världskriget med amerikanska soldater. Redan på 1950-talet blev bluesen, särskilt Ma Rainey och Bessie Smith, samt boogie woogie, känd och omtyckt av jazzfans. Även då märkte skivbolagen den växande marknaden och gav ut blues- och jazzskivor, främst på Decca Records, ett märke under EMI. Bluesen blev också känd genom skifflevågen i slutet av 1950-talet. Lonnie Donegan spelade blueslåtar av Leadbelly. När skifflevågen avtog vände många av skiffle-musikerna sig mot ren blues. Bland dessa musiker finns Cyril Davies och Alexis Korner, som spelade med Chris Barber. Davies ägde The London Skiffle Club vid The Roundhouse Public House. Här spelade de första amerikanska bluesmusikerna i Storbritannien, som Big Bill Broonzy. Efter denna musikaliska upplevelse valde de två att stänga klubben och öppna den på nytt en månad senare som The London Blues and Barrelhouse Club. Hittills påverkades brittisk blues av akustisk countryblues, men det ändrades efter att Muddy Waters spelade där 1958. Davis och Korner kopplade in sina instrument och bildade Blues Incorporated.
Många av de kända brittiska musikerna började sina karriärer i Blues Incorporated, och det var vanligt i bandet att de som ville spela där fick lov. Artister som spelade i Blues Incorporated var till exempel Mick Jagger, Charlie Watts och Brian Jones, som senare spelade i The Rolling Stones, Jack Bruce och Ginger Baker, som senare spelade i Cream, samt Graham Bond och Long John Baldry. Med denna lista av musiker kallades Korner 'far till brittisk blues'. Bandet spelade senare på Marquee Club och spelade in det första brittiska bluesalbumet, R&B from the Marquee, i juni 1962 med låtar av Muddy Waters, Jimmy Witherspoon och Leroy Carr. Detta album spelades dock inte in på Marquee utan i Decca Studios i West Hampstead i London. I början av 1963 lämnade Cyril Davis Blues Inc. och bildade sitt eget band, som var mer jazzbetonat, Cyril Davis All Stars. Den elektriska bluesstraditionen fördes sedan vidare av band som The Rolling Stones, The Yardbirds, Fleetwood Mac, Ten Years After och andra. De stod för genrens kommersiella genombrott.
Den akustiska bluesen existerade i skuggan av den stora bluesvågen på 1960-talet och blev aldrig lika populär som den elektriska bluesen. Den viktigaste personen inom brittisk blues på 1960-talet var John Mayall, som med bandet John Mayall & the Bluesbreakers samlade några av de viktigaste engelska musikerna på den tiden (Eric Clapton, Mick Taylor, Aynsley Dunbar, Jack Bruce, Mick Fleetwood, John McVie och Peter Green). Även om bluesmusiken försvann bakom bluesrock och hård rock sent på 1960-talet, två stilar som utvecklades från brittisk blues, höll bluesen sig levande då många amerikanska bluesartister besökte Storbritannien. I mitten av 1980-talet blev bluesen återigen populär genom The Blues Band, en grupp bestående av flera tidigare medlemmar från Manfred Mann (Paul Jones, Tom McGuinness, Hughie Flint och Gary Fletcher). Den akustiska bluesen hölls vid liv av syskonen Dave Kelly och Jo Ann Kelly. Dave blev senare medlem i The Blues Band.